# Pueblo Nuevo, Ocuilan
Pueblo Nuevo är en ort i kommunen Ocuilan i delstaten Mexiko i Mexiko. Samhället hade 164 invånare vid folkräkningen år 2020.